# 寒川浄水場
寒川浄水場（さむかわじょうすいじょう）は、神奈川県高座郡寒川町にある神奈川県内広域水道企業団が管理する浄水場である。

## 概要
寒川浄水場は1933年に、日本で最初に設立された県営水道の水源で、その後何回か拡張された。浄水処理をして、現在はおもに近隣の二宮町・平塚市・茅ヶ崎市・逗子市などを含む11市4町に水を供給している。水源は浄水場の西に隣接する、寒川取水堰から得ている。
浄水場内に教育施設の神奈川県水道記念館がある。

## 寒川取水堰

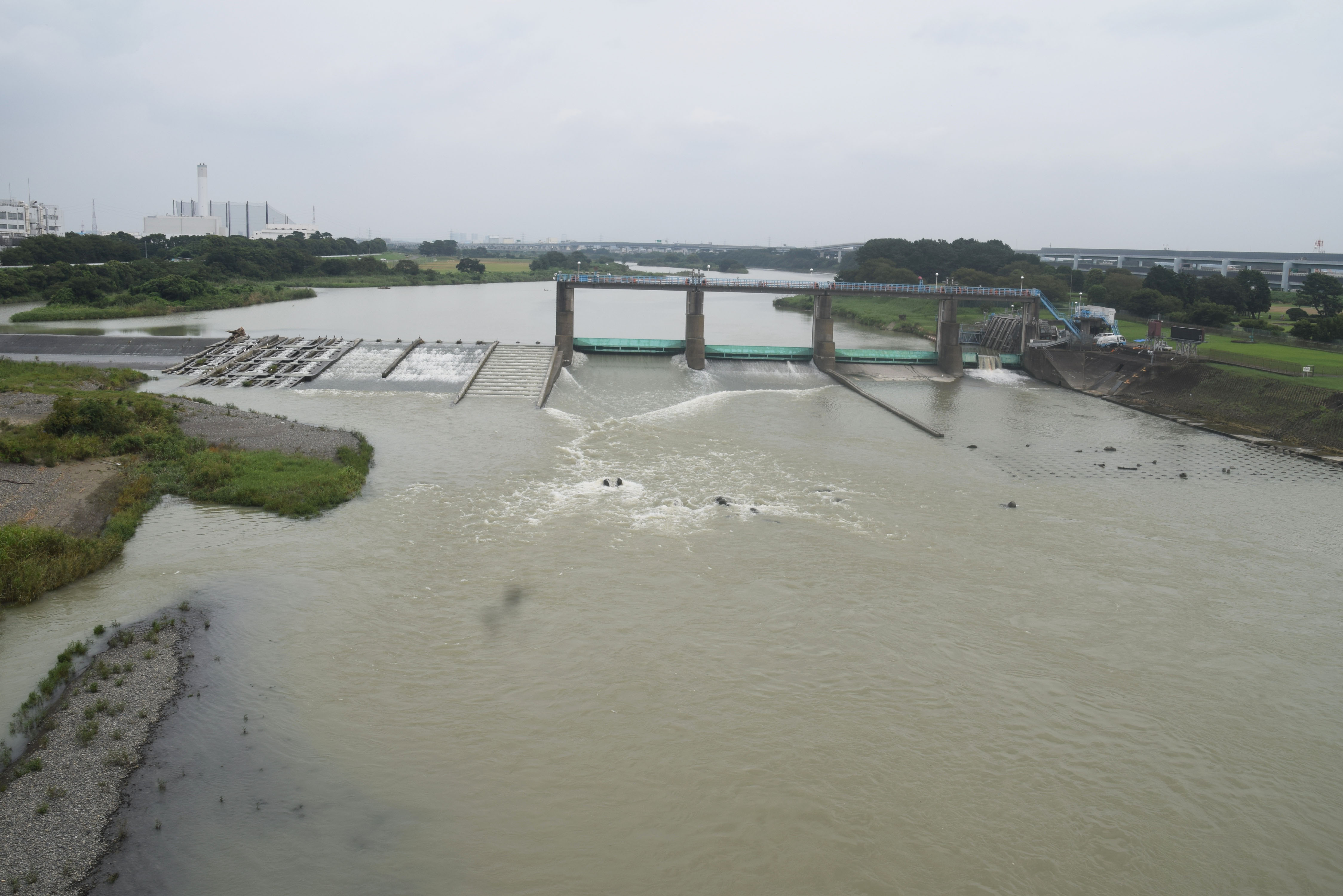
寒川取水堰（相模川）

寒川取水堰は寒川浄水場の西に隣接する、相模川の中流域の取水堰である。1964年に完成して、1972年に取水量の増強が行われた。重力式コンクリート堰で、高さは6メートル、長さは270メートルで、ローラーゲートを利用している。近隣の橋は、神川橋（すぐ下流）と相模川橋梁（しばらく離れた上流）である。
1998年には、この取水堰のさらに上流に大規模な相模大堰が完成して、横浜市・横須賀市への送水はそこから行われる。
この付近は、相模川筋の中でも品質が高い川砂利が取れる場所であった。大正時代に採掘が開始され、1964年（昭和39年）に相模川での砂利の採取が全面禁止されるまで、相模川砂利・昭和砂利興業・小田原急行鉄道（小田急砂利軌道、現 小田急電鉄小田急小田原線）・相模鉄道（現 JR相模線）・神中鉄道（現 相模鉄道相鉄本線・相鉄厚木線）東京横浜電鉄（現 東急電鉄）・内務省明治神宮造営局など多くの事業者がこの付近で砂利を採取していた。